# 羽穗草属
羽穗草属（学名：Desmostachya）是禾本科下的一个属，为多年生草本植物。该属仅有羽穗草（Desmostachya bipinnata）一种，分布于非洲、印度和中国海南。